# District d'Ōra
Le district d'Ōra (邑楽郡, Ōra-gun) est un district situé dans la préfecture de Gunma, au Japon.

## Géographie

### Démographie
Au 1er janvier 2014, la population du district d'Ōra était de 104 165 habitants répartis sur une superficie de 132,32 km2.

### Divisions administratives
Le district d'Ōra est constitué de cinq bourgs :
- Chiyoda ;
- Itakura ;
- Meiwa ;
- Ōizumi ;
- Ōra.